# Je t’aime… moi non plus
«Je t’aime… moi non plus» — песня французского исполнителя, актёра и режиссёра Сержа Генсбура, написанная и исполненная им в 1967 году совместно с Брижит Бардо. Однако, по настоянию Бардо, запись песни с ее участием не вышла в свет, а сама песня стала известна аудитории двумя годами позже уже в исполнении с Джейн Биркин. Также эта песня стала основной темой к одноимённому фильму Генсбура «Je t’aime… moi non plus» с Джейн Биркин в главной роли. Название песни Генсбур придумал под впечатлением от одной фразы, сказанной Сальвадором Дали: «Пикассо — испанец, я тоже. Пикассо — гений, я тоже. Пикассо — коммунист, я — тоже нет».

## Коммерческий успех
Песня имела коммерческий успех по всей Европе. К 1986 году было продано четыре миллиона экземпляров сингла. В Великобритании он был выпущен на лейбле Fontana, но после достижения второго места в чарте он был снят с продажи. Генсбур договорился о заключении контракта с Major Minor Records, и после переиздания он достиг первого места, став первым запрещенным синглом номер один в Великобритании и первым синглом на иностранном языке, который возглавил чарт. Он оставался в хит-параде Великобритании в течение 31 недели. Он даже попал в топ-100 в США, достигнув 58-го места в чарте Billboard Hot 100. Американский дистрибьютор Mercury Records подвергся критике за то, что песня была «непристойной», а эфир был ограничен, что уменьшило продажи в США на уровне около 150000. Он был переиздан в Великобритании в конце 1974 года на Antic Records, дочерней компании Atlantic Records, и снова попал в чарт на 31-е место и оставался хит-параде в течение девяти недель.
| Чарт (1969)                                     | Высшая позиция |
| ----------------------------------------------- | -------------- |
| Австрия Ö3 Austria Top 40                       | 1              |
| Германия German Musikmarkt/Media Control Charts | 3              |
| Нидерланды (Single Top 100)                     | 2              |
| Ирландия Irish Singles Chart                    | 2              |
| Мексика (Radio Mil)                             | 5              |
| Норвегия, VG-lista Chart                        | 1              |
| Швейцария, Top 100 Singles Chart                | 1              |
| Великобритания, UK Singles Chart                | 1              |
| США, Billboard Hot 100                          | 58             |
| СССР, Музыкальный парад                         | 36             |